# 棕腹舞雀
，是雀形目唐纳雀科的一种鸟类，属于单型的棕腹舞雀属（学名：Pseudosaltator）。
棕腹舞雀体重约74.2克，翼长约11.61厘米，喙宽度约8.1毫米，喙厚度约11.4毫米，嘴峰长约19.6毫米，跗蹠长约31.9毫米，尾长约10.36厘米。
棕腹舞雀是留鸟，栖息在森林，它们是植食性动物，主要以植物的果实为食。它们分布在玻利维亚西部和阿根廷西北部。